# الجديد (وشحة)

تعديل مصدري - تعديل

الجديد هي إحدى قرى عزلة ضاعن بمديرية وشحة التابعة لمحافظة حجة، بلغ تعداد سكانها 46 نسمة حسب تعداد اليمن لعام 2004.